# ジュリア・ベンソン
ジュリア・ベンソン (Julia Benson、1979年6月26日 - ) は、カナダ出身の女優である。